# 萊克蒙特 (喬治亞州)
萊克蒙特（英語：Lakemont）是位於美國喬治亞州雷本縣的一個非建制地區。該地的面積和人口皆未知。

## 地理
萊克蒙特的座標為34°46′55″N 83°24′59″W / 34.78194°N 83.41639°W，而該地的平均海拔高度為491米（即1611英尺）。